# 데노미나상 드 오리젱 콘트롤라다

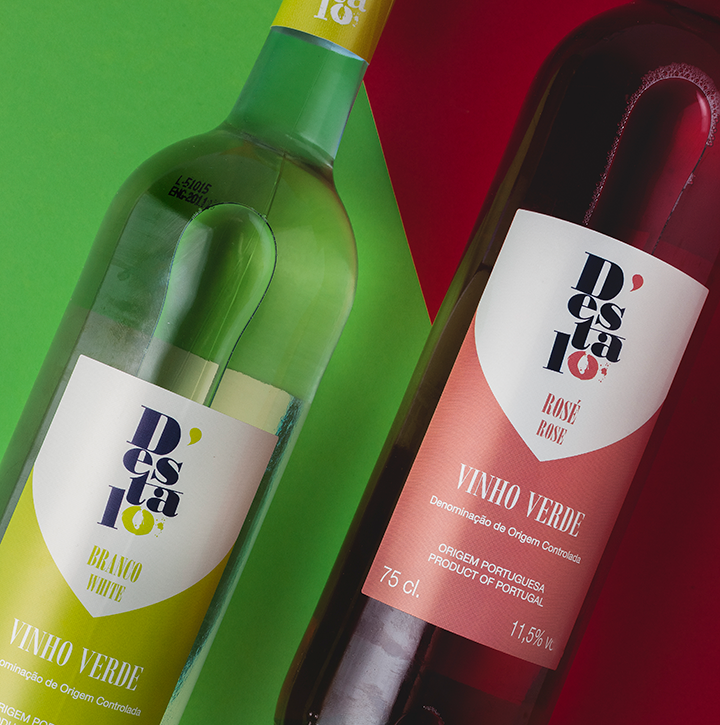
"데노미나상 드 오리젱 콘트롤라다"가 표기된 비뉴 베르드 병

데노미나상 드 오리젱 콘트롤라다(포르투갈어: Denominação de Origem Controlada) 또는 도크(포르투갈어: DOC)는 포르투갈 포도주에 적용되는 지리적 표시 제도이다. 원산지 통제 명칭(原産地統制名稱)으로도 불린다. 종전의 헤지앙 데마르카다(Região demarcada)를 대체하는 체계로 도입되었다.

## 역사
1756년 도루 포도주 산지에서 원산지 통제 명칭(DOC)의 시초인 헤지앙 데마르카다(Região demarcada) 제도가 시행되었는데, 이는 전세계에서 최초로 포도 재배 구역을 지정해 통제한 것이다.

## DOC 포도주 산지

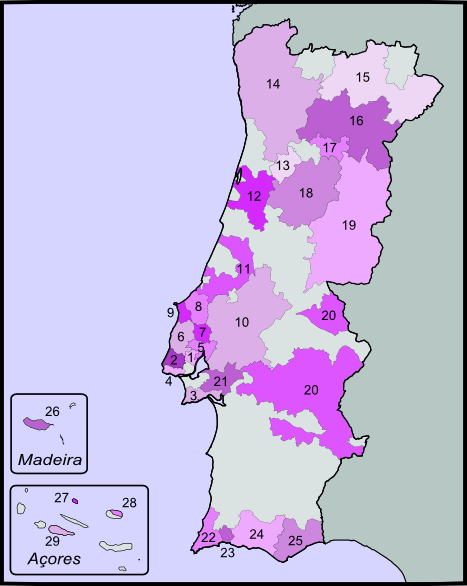
포르투갈의 DOC 포도주 산지 지도

1. 부셀라스 DOC
2. 콜라르스 DOC
3. 세투발 DOC
4. 카르카벨루스 DOC
5. 알렝케르 DOC
6. 토흐스 베드라스 DOC
7. 아후다 DOC
8. 오비두스 DOC
9. 로리냥 DOC
10. 테주 DOC
11. 잉코스타스 다이르 DOC
12. 바이하다 DOC
13. 라퐁이스 IPR
14. 비뉴 베르드 DOC
15. 트라스우스몬트스 DOC
16. 포르투 DOC
도루 DOC
17. 타보라바로자 DOC
18. 당 DOC
19. 베이라 인테리오르 DOC
20. 알렌테주 DOC
21. 팔멜라 DOC
22. 라구스 DOC
23. 포르티망 DOC
24. 라고아 DOC
25. 타비라 DOC
26. 마데이라 DOC
마데이렌스 DOC

## 기준과 규제
DOC 포도주의 품질을 유지하기 위해 포도 품종, 수확량, 알코올 도수, 오크통·병 숙성 기간 등이 규제된다.

## 다른 지리적 표시 제도
포르투갈 포도주는 데노미나상 드 오리젱 콘트롤라다(DOC, 원산지 통제 명칭) 외에도 인디카상 제오그라피카 프로테지다(IPR, 원산지 규제 표시), 비뉴 헤지오날(VR, 지역 포도주) 등의 지리적 표시 제도를 통해 원산지 명칭을 보호받고 있다.
DOC 포도주는 바로 아랫등급인 IPR 포도주와 함께 유럽 연합의 원산지 명칭 보호(PDO) 적용을 받는다. VR 포도주는 유럽 연합의 지리적 표시 보호(PGI) 적용을 받는다. (포르투갈에서는 DOP와 PGI를 포르투갈어 어순에 따라 각각 DOP와 IGP로 적는다.)

## 같이 보기
- 데노미나치오네 디 오리지네 콘트롤라타
- 아펠라시옹 도리진 콩트롤레